# 2-锗杂乙酸钾
2-锗杂乙酸钾是一种化合物，化学式为GeH3COOK。它可由锗烷基钾和二氧化碳反应得到。
KGeH3 + CO2 → GeH3COOK
它和R3OBF4（R=CH3, C2H5）反应，可以得到相应的2-锗杂乙酸酯。
它在高温下分解，生成锗、氢气、一氧化碳和碳酸钾。在pH 6~13的溶液中加热时，生成锗烷与碳酸（氢）盐；pH在13以上时，生成H2Ge2O3·xH2O、氢气和碳酸盐。